# 美人はいかが?
『美人はいかが?』（びじんはいかが?）は、忠津陽子による日本の漫画、およびそれを原作としたテレビドラマ。

## 概要
『週刊マーガレット』（集英社）にて1970年から1971年まで連載され、単行本は同社のマーガレットコミックスから全4巻が刊行された。
原作ではアメリカが舞台で登場人物も全てアメリカ人の物語だが、ドラマでは舞台を日本に移している。

## テレビドラマ
1971年10月24日から1972年4月16日まで、TBSで日曜19:30から30分枠『不二家の時間』（不二家一社提供）で放送された。主演は奈良富士子。

### あらすじ (ドラマ)
十文字丸は4人の兄がいる末っ子の女の子として育つが上が男ばかりであったため、すっかり男っぽい性格になってしまった。その妹の行く末を心配した兄たちは彼女をもっと女らしくしようとあれこれ対策を立て始める。
四人の兄の名前が東西南北になっていて、妹がその中心に置かれた丸、という言葉遊びになっている。ドラマの後半では、丸がほんとうは実の妹ではなかったことを兄たちが知り（その時点では丸はそのことを知らない）、突然丸が可愛い女性として見えてしまい、妹という意識と女性という意識の間で苦しむ兄たちの姿が描かれる。

### 出演者
- 奈良富士子（丸：まろい）
- 寺尾聰（東：はじめ）
- 夏夕介（西：きよし）
- 内田喜郎（南：たかし）
- 西川鯉之亟（北：おさむ）
- 小松方正
- 野際陽子
- 山口いづみ
- 名古屋章
- 神山繁
- 小林麻美
- 池田秀一

### 主題歌
- 「美人はいかが?」（作詞：有馬三恵子、作・編曲：筒美京平、唄：富田智子）　日本コロムビア

### スタッフ
- プロデューサー：春日千春
- 脚本：佐々木守
- 音楽：萩原哲晶
- 録音：日吉裕治
- 編集：吉川泰弘
- 監督：帯盛迪彦、湯浅憲明
- 製作：大映テレビ室→大映テレビ株式会社、TBS